# Ahmed Sjah Durrani

Durrani-rijk

Ahmad (of Ahmed) Sjāh Durrānī (Pasjtoe: احمد شاه بابا, Perzisch: احمدشاه درانی) (Herat of Multan, 1722 - Kandahar, 4 juni 1772) was de grondlegger van het Durrani-rijk. Hij wordt gezien als de stichter van het moderne Afghanistan. Hij was tevens de stichter van de Durranidynastie en een dichter. Hij is ook bekend onder de namen Ahmad Khan en Ahmad Shah Abdali. Door de Afghanen wordt hij Bābā ('vader') genoemd.

## Jonge jaren
In het jaar 1722 kwam Ahmad Shah Baba ter wereld als Ahmad Khan, zoon van Mohammad Zaman Khan Abdali, de gouverneur van de provincie Herat, en Zarghuna Alakozai. Over Zarghuna (onder de Afghanen ook wel bekend als Zarghuna Anaa of Zarghuna Niaa) is niet veel bekend. Ahmad groeide op in de Abdali-stam. Zijn verhaal begint wanneer hij als tienjarig jongetje de waterpijp zou bezorgen bij oudere gasten in hun hujra (een soort van gastenhuis van de Afghanen). Bij het bezorgen van de waterpijp zou een heet kooltje op zijn hand zijn gevallen. Desondanks zou hij gewoon zijn doorgegaan met het bezorgen van de waterpijp. Ahmad werd later ook zeer gewaardeerd door Nader Sjah, de toenmalige sjah van Perzië, die hem de bijnaam Dur-e-Durran (hetgeen "parel der parels" betekent) gaf. Nadir werd echter op 19 juni 1747 door Perzen vermoord in Kandahar, waarop Ahmed Shah Baba de stammen opriep om weer onafhankelijk te worden. In oktober 1747 werd hij er tot emir gekroond, waarop hij oorlog begon te voeren tegen het Perzische Rijk, nadat de Perzen hadden geweigerd om Afghanistan als een onafhankelijk staat te herkennen. Zo ontstond opnieuw een zelfstandig rijk rond Afghanistan.

## In dienst van Nadir Shah Afshar
Ahmad Shah begon bij het leger van Nadir Sjah als soldaat, maar al snel maakte hij promotie. Hij ontwikkelde zich zo snel dat hij de bijnaam Dur-e-durran (parel der parels) kreeg. Ahmad groeide uit van soldaat tot lijfwacht en ten slotte generaal van Nadir Shah Afshar en werd een gerespecteerde persoonlijkheid.

## De dood van Nadir Afshar
Nadir Shah Afshar was samen met zijn troepen en Ahmad Shah onderweg van Isfahan naar India om de jaarlijkse belasting te innen, en ze maakten een tussenstop in Kandahar. Daar sloegen ze hun tenten op, zodat ze konden overnachten. Maar er heerste veel spanning, wanhoop en wantrouwen tussen de Perzen. Op 19 juni 1747 werd Nadir Shah in zijn slaap verrast door een aantal mannen onder leiding van Salah Bey, kapitein van de wacht, die hem doodde met een zwaard. Echter niet voordat Nadir twee van zijn moordenaars kon doden.

## Koh-i-Noor
Na de dood van Nader Sjah stuurde zijn vrouw iemand naar de tent van Ahmad Sjah Baba met de boodschap of hij naar haar tent wilde komen. Ahmad Sjah Baba ging naar haar tent en zij vertelde hem het volgende: ze hebben mijn man vermoord en mijn eer ligt nu in jouw handen. Daarna zou Ahmad Sjah gezegd hebben: maak je geen zorgen, ik ben een Afghaan en ik zal je beschermen met mijn leven. Hij zou naar buiten zijn gekomen en tegen Perzen gezegd hebben: jullie hebben Nader Sjah vermoord, daarmee bemoei ik me niet, het is iets tussen jullie onderling. Maar de vrouw van Nader Sjah heeft om mijn bescherming gevraagd en ze valt nu onder mijn bescherming, tot ze weer thuis is. De volgende dag vertrok zij samen met Ahmad Sjah en zijn mannen van Kandahar (Afghanistan) richting Mashhad (Perzië). Eenmaal aangekomen in Mashhad wilde de vrouw van Nader Sjah de Koh-i-Noor (diamant van het Noorgebergte, of 'licht van de berg') aan Ahmad Sjah Baba geven als cadeau voor zijn loyaliteit tegen over de familie van Nadir Shah. Hij weigerde echter het juweel aan te nemen. Toen zei ze tegen Ahmad Sjah Baba 'Het is iets koninklijks en de Perzen zullen het toch van mij afnemen. Ik heb liever dat jij het hebt dan zij.' Deze keer nam hij het aan en ging samen met zijn soldaten terug naar Kandahar.

## Afbeeldingen

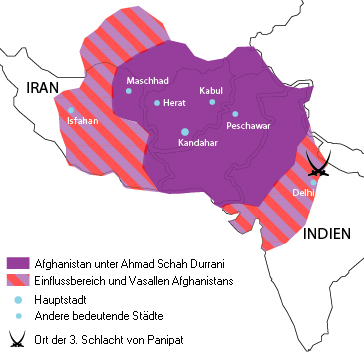
Afghanistan onder Ahmad Shah Baba
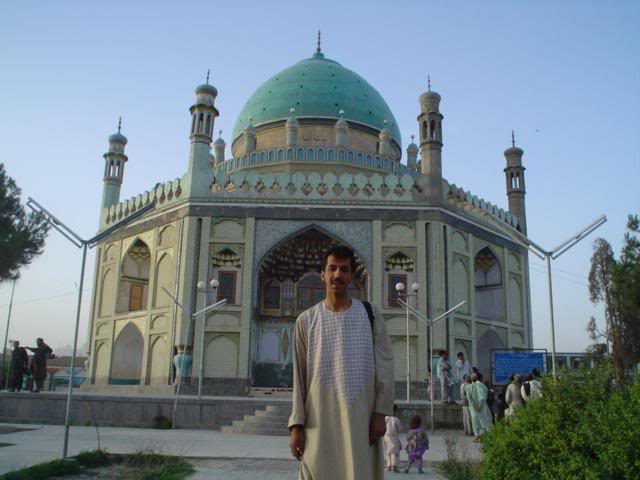
Het mausoleum van Ahmad Shah Baba
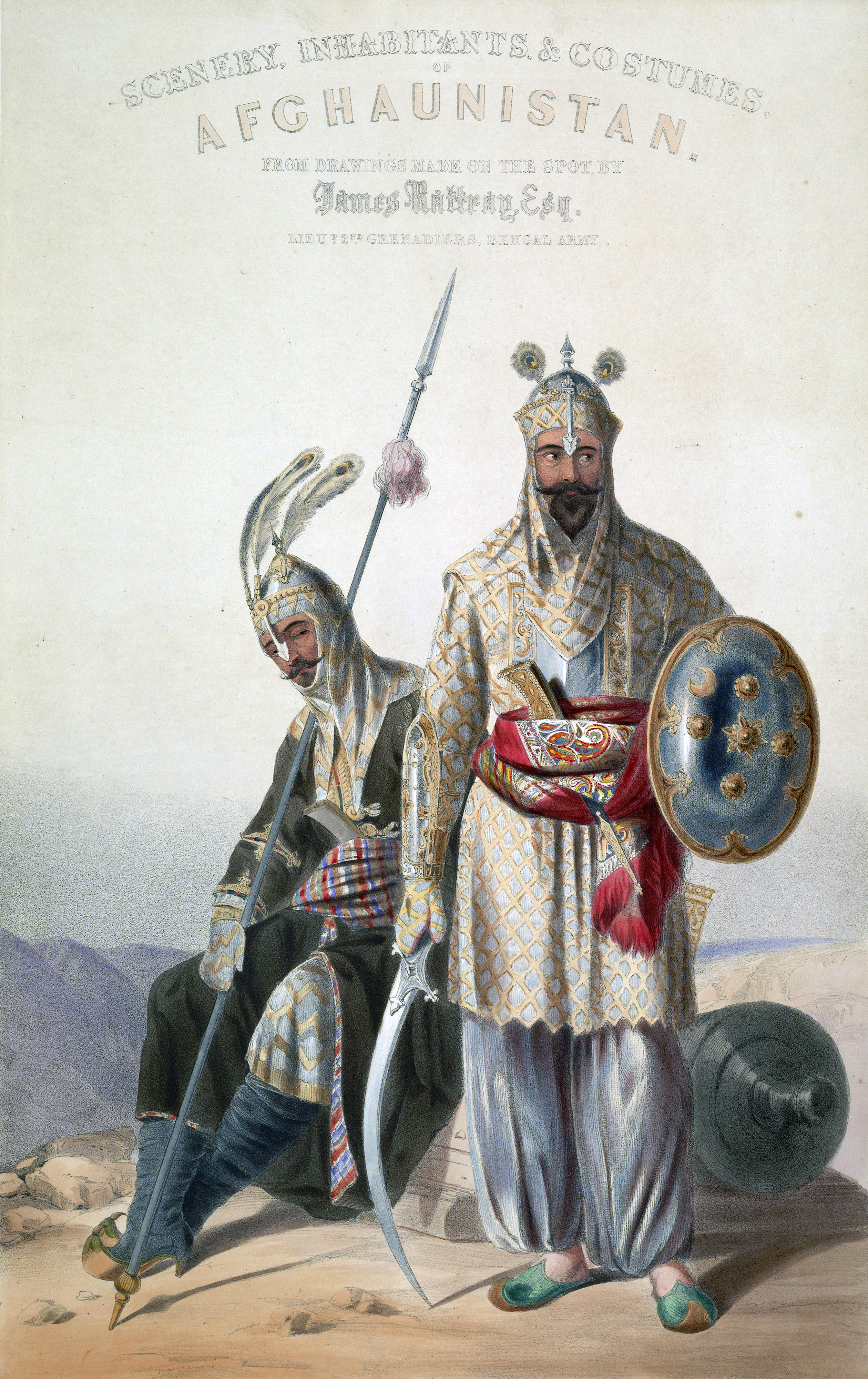
Afghaanse koninklijke garde onder Ahmad Shah Baba